# Falsilunatia falklandica
Falsilunatia falklandica is een slakkensoort uit de familie van de Naticidae. De wetenschappelijke naam van de soort is voor het eerst geldig gepubliceerd in 1913 door Preston.